# Кралски военновъздушни сили
Кралските военновъздушни сили (на английски: Royal Air Force, RAF) са военновъздушните сили на Великобритания, част от нейните въоръжени сили. Те са най-старите самостоятелни ВВС в света – формирани са на 1 април 1918 г. и имат важна роля в хода на военната история на своята страна. Взимат значително участие както във Втората световна война, така и в множество съвременни конфликти, сред които войната в Ирак от 2003 г.. Кралските ВВС разполагат с 998 самолета и 45 710 души редовен персонал (към 2007 година).

## История
Кралските военновъздушни сили на Обединеното кралство Великобритания и Северна Ирландия са най-старият вид въоръжени сили от вида ВВС, равнопоставени със сухопътните войски (Британска армия) и военноморските сили (Кралски военноморски сили). Те са основани на 1 април 1918 г., по време на Първата световна война, чрез сливането на Кралския летателен корпус (Royal Flying Corps, род въоръжени сили в състава на сухопътните войски) и Кралската военноморска въздушна служба (Royal Naval Air Service). След войната следва демобилизация и както тяхната численост, така и броят на летателните апарати и подразделения са намалени значително. След Първата световна война, в която авиацията участва в пълномащабен модерен механизиран военен конфликт, в годините между двете световни войни Кралските ВВС се преориентират главно в носенето на гарнизонна служба в отделните райони на Британската империя, най-голямата в света, над която популярен израз заявява, че слънцето никога не залязва. Типове летателни апарати, които биха били морално остарели в един нов пълномащабен военен конфликт, намират своето място в патрулирането на широките простори на империята и ограничени полицейски операции по потушаването на бунтове срещу слабо въоръжени и дезорганизирани бунтовници, а остарелите типове самолети все пак са непретенциозни към техническата поддръжка в полеви условия.
С изострянето на обстановката непосредствено преди началото на Втората световна война бързо се разрастват и започва процес на технологично обновяване, след като става ясно изоставането в качествено отношение на летателната техника, с типове като Hawker Hind и Gloster Gladiator. По специален въздушно-тренировъчен план на Британската общност от декември 1939 г., множество млади пилоти придобиват летателната си подготовка далеч от района на бойните действия, в Канада, Австралия, Нова Зеландия, Южна Африка, Родезия. Формирани са ескадрили в състава на кралските ВВС, съставени на национален принцип. На служба постъпват много граждани на тези страни и изгнаници от окупирана Европа.
По време на битката за Британия през Втората световна война през 1940 г. доблестната защита от страна на кралските ВВС в небесата над Британия срещу германските Луфтвафе осуетява плановете на Хитлер за настъпление към Британските острови, като подбужда тогавашния министър-председател Уинстън Чърчил да каже в Камарата на Общините на 20 август: „Никога в полето на човешкия конфликт толкова много хора не са дължали така много на толкова малко (малцина)“, което поражда трайното прозвище Малцината за пилотите от КВВС, които я спечелват.
Най-мащабната и най-спорната кампания на кралските ВВС по време на войната е стратегическата бомбардировка срещу Германия от бомбардировачи на RAF. Под ръководството на въздушен маршал Артър Травис Харис, командир на Бомбардировъчното командване на RAF започват масирани бомбардировки на Дрезден, Хамбург и други немски градове.
По време на годините от Студената война основна задача на RAF е защитата на Западна Европа от потенциална ядрена атака. След края на Студената война RAF взимат участие в няколко мащабни операции, между които войната в Косово, войната в Афганистан от 2001 – 2002 и войната в Ирак през 2003.

## Структура
Командващ на Кралските военновъздушни сили е въздушен главен маршал (чин, съответстващ на генерал от сухопътните войски и на адмирал от ВМС). Официално длъжността му е Началник на въздушния щаб (Chief of the Air Staff). Той е най-висшият офицер, отговарящ за операциите и развитието на военновъздушните сили и в това си качество подпомага министър-председателя, министъра на отбраната и Началника на щаба на отбраната, който е най-висшестоящият офицер във Въоръжените сили на Обединеното кралство. Освен Въздушния щаб, който е върховен ръководен орган на Кралските военновъздушни сили, Началникът на въздушния щаб председателства и Борда на ВВС, който влиза в състава на комисията на Съвета по отбраната на Великобритания. Бордът е съвещателен орган и се състои от пет цивилни лица, сред които най-висшестоящ е министърът на отбраната и от пет висши офицера, сред които Началникът на въздушния щаб е най-висшестоящ.

### Командвания
Докато Въздушният щаб е висшият орган за административно управление и планиране на развитието на вида въоръжени сили, то Въздушно командване на Кралските военновъздушни сили е висшият орган, осъществяващ оперативното управление. Това е единственото активно в днешно време командване на Кралските ВВС, разположено в авиостанция Хай Уикъмб (RAF High Wycombe). В предишни исторически периоди е имало отделни командвания за бомбардировачи, изтребители, оперативна подготовка и други.

### Групи
Групите са основни оперативни съединения на Кралските ВВС, като по ранг съответстват на дивизии от сухопътните войски:
- 1-ва авиогрупа – неофициално наричана Бойна група, предназначена за въздушна война. Командва бойните авиоескадрили на Кралските ВВС, разположени в седем авиобази във Великобритания, както и подразделението на Кралските ВВС за тактическа подготовка, постоянно разположено в авиобаза Гуз бей в Канада.
- 2-ра авиогрупа – неофициално наричана Група за бойна поддръжка. Командва авиоескадрилите за далечно радиолокационно откриване и управление, специално техническо разузнаване, стратегически и тактически авиотранспорт и дозареждане с гориво във въздуха, както и Полкът на Кралските ВВС, наземно бойно формирование, предназначено за отбрана на авиобазите.
- 83-та експедиционна авиогрупа, подчинена на Постоянния съвместен щаб Permanent Joint Headquarters. Командването ѝ е разположено в авиобаза Ал Удейд, Катар. Предназначението ѝ е да командва експедиционните авиокрила, задействани в операции в Ирак, Афганистан и региона на Близкия изток като цяло, за разлика от 1-ва и 2-ра авиогрупи, които отговарят основно за отбраната на Обединеното кралство.
- 22-ра група – отговаря за набора на военнослужещи за Кралските ВВС, началната и оперативната им подготовка, както и административната поддръжка на целия личен състав на Кралските ВВС.
- 38-а група – отговаря за авиотехническите, свързочните, логистичните и медицинските формирования на Кралските ВВС.
- Център за въздушна война – съединение на Въздушното командване, отговарящо за научно-изпитателната и развойната дейност на бойното и оперативно използване на ресурсите на Кралските военновъздушни сили. Командването му е в RAF Waddington и включва изпитателни авиоескадрили в други станции на Кралските ВВС.
- Обединено вертолетно командване – макар да е подчинено на Британската армия и като такова е извън контрола на Кралските ВВС, освен полкове на Армейския въздушен корпус (армейската авиация на сухопътните войски) то включва и авиоескадрили на Кралските военновъздушни сили и Флотската авиация на Кралските военноморски сили.
- Обединено авиокрило за специални операции – макар да е подчинено на Директора за специални операции и като такова е извън контрола на Кралските ВВС, то включва авиоескадрили на Армейския въздушен корпус (армейската авиация на сухопътните войски) и на Кралските военновъздушни сили. Освен това командването на авиокрилото е разположено на територията на станция на Кралските ВВС – RAF Odiham.

### Станции
Всяка станция на RAF е административно разделена на крила. Станция на Кралските военновъздушни сили е официалното название на авиобазите на Кралските ВВС. Основните оперативни бази, които командват множество ескадрили съответстват по ранг на бригада от сухопътните войски и се командват от офицери с чин Групов капитан от Кралските ВВС (Group Captain), равен на полковник от СВ или на капитан I ранг от ВМС. По-малки станции, които имат резервен статус, в които са разположени авиозвена, в които не са разположени авиационни подразделения, а само наземни формирования за поддръжка, като радарни инсталации, свързочни централи, авиотехнически подразделения, бази за складиране на техника или подразделения на Полка на Кралските ВВС обикновено се командват от Крилен командир от Кралските ВВС (Wing Commander), равен на подполковник от СВ или на капитан II ранг от ВМС.

### Авиокрила
Крилото е подразделение на групата, действащо независимо или като подразделение на станция.
Крилата на Кралските ВВС са две разновидности. Експедиционните авиокрила включват две или повече оперативни авиоескадрили. Авиостанциите на Кралските ВВС разполагат също и със спомагателни крила с ранга на оперативна ескадрила, като например крило за техническа поддръжка на авиационна техника или охранително крило, включващо личния състав, охраняващ авиостанцията и служители на Полицията на Кралските ВВС.
В миналото са съществували постоянни крила с уникален номер, но днес те предимно се създават за участие в определени военни мисии. Например по време на Операция Telic (участието на Обединеното кралство в нахлуването на международната коалиция в Ирак през 2003 г. и последвалите военни операции по умиротворяването на страната) са формирани експедиционни авиокрила, основно въоръжени с изтребител-бомбардировачи Tornado GR4. Авиокрилата са сформирани, за да оперират от базите Али Ал Салем и Ал Удейд. Всяко от тях се състои от самолети, екипажи и технически персонал на няколко оперативни авиоескадрили.
На 31 март 2006 RAF сформират девет експедиционни авиокрила, създадени, за да подкрепят основните сили при операции. Сформирани са в девет авиостанции на Кралските ВВС: Конингсби, Котъсмор, Кинлос, Лийминг, Люхарс, Лосимаут, Лайнхем, Мархам и Уодингтън. Тези формирования са командвани командира на съответната авиостанция в качеството му на командир на експедиционното авиокрило. Това е офицер с чин Групов капитан от Кралските ВВС (Group Captain), който съответства на полковник от Британската армия или Кралските морски пехотинци или на капитан I ранг от Кралските ВМС. В мирно време експедиционното авиокрило EAW се състои единствено от оперативен щаб, а при задействането му за участие в определена операция му се придават формирования от авиостанцията. Те включват бойни формирования, формирования за бойна и логистична поддръжка, които да развърнат предни оперативни авиобази
В станциите на Кралските ВВС крилото е административно подразделение. Те могат да бъдат инженерно, оперативно или административно крило. В общия случай командирът на такова формирование е Крилен командир от Кралските ВВС (Wing Commander), който чин съответства на подполковник от Британската армия или Кралските морски пехотинци или на капитан II ранг от Кралските ВМС.

### Ескадрили
Терминът ескадрила може да бъде използван, като се отнесе за административна под единица на станция, в това число ескадрила за контрол на въздушния трафик, ескадрила за персонално управление; съществуват и ескадрили за контрол на въздушното движение. На тях могат да бъдат присъдени знамена и военни почести за доблестна служба. Авиоескадрилите са под командването на офицери с чин Крилен командир от Кралските ВВС (Wing Commander), който съответства на подполковник от СВ или на капитан II ранг от ВМС. Командно-щатното разписание на изтребителните авиоескадрили включва личен състав от около 100 души и 12 самолета.

### Авиозвена
Звеното е подразделение на ескадрилата. Авиоескадрилите често включват две звена под командването на свои собствени лидери. Наземните ескадрили за бойна, логистична или административна поддръжка на станциите също са разделени на звена. Разликата между авиоескадрилите и наземните ескадрили за поддръжка се състои в това, че докато авиоескадрилите са формирования, съответстващи по ранг на батальон от сухопътните войски и като такива са командвани от Крилен командир от Кралските ВВС (Wing Commander), чин, който съответства на подполковник от Британската армия или Кралските морски пехотинци или на капитан II ранг от Кралските ВМС, то наземните ескадрили съответстват по ранг на рота от сухопътните войски и се командват от офицери с чин Ескадрилен лидер от Кралските ВВС (Squadron Leader), чин, който съответства на майор от Британската армия или Кралските морски пехотинци или на капитан III ранг от Кралските ВМС

## RAF Персонал
През 2007 RAF е работодател на 45 710 души активно служещ персонал и на повече от 34 хил. запасни войници, включително на Кралските Спомагателни ВВС (Royal Auxiliary Air Force – RAAF), Доброволния запас на RAF (RAF Volunteer Reserve) и Спонсорирания запас на RAF (RAF Sponsored Reserve). В своя пик по време на Втората световна война в RAF служат в излишък 1 млн. души. Единственият жив член, основател на RAF е Хенри Алингам на 111-годишна възраст.

### Офицери
Офицерите получават свидетелство от Суверена, което им дава правно основание да издават заповеди на своите подчинени. Дипломата се издава след успешно завършване на 32-седмичен начален офицерски тренировъчен курс в RAF Колежа Крануел.
Наименованията и отличителните знаци на офицерите произлизат от тези, използвани в Кралските военноморски сили (Royal Navy) и по-точно в Кралската военноморска въздушна служба (Royal Naval Air Service/RNAS) по време на Първата световна война. Но Кралските военноморски сили категорично се противопоставят на предложението новият вид войски да използва за своите офицери военноморски звания и така Кралските ВВС въвеждат собствени уникални звания.
| Военновъздушни звания | Военноморски звания | Армейски звания и Кралски морски пехотинци                                                                                               |
| Висши офицерски звания | Висши офицерски звания | Висши офицерски звания |
| --- | --- | --- |
| Маршал на Кралските военновъздушни сили (Marshal of the Royal Air Force (MRAF)) (военновременно звание, в мирно време се присъжда като почетно звание на членове на кралското семейство) | Адмирал на флота (Admiral of the Fleet (Adm of the Fleet)) (военновременно звание, в мирно време се присъжда като почетно звание на членове на кралското семейство) | Фелдмаршал (Field Marshal (FM)) (военновременно звание, в мирно време се присъжда като почетно звание на членове на кралското семейство) |
| Главен въздушен маршал (Air Chief Marshal (Air Chf Mshl)) (командващ Кралските ВВС) | Адмирал (Admiral (Adm)) | Генерал (General (Gen)) |
| Въздушен маршал (Air Marshal (Air Mshl)) (командва командване) | Вицеадмирал (Vice-Admiral (VAdm)) | Генерал-лейтенант (Lieutenant-General (Lt-Gen))                                                                                          |
| (Air Vice-Marshal (AVM)) (командва авиогрупа) | Контраадмирал (Rear-Admiral (RAdm)) | Генерал-майор (Major-General (Maj-Gen))                                                                                                  |
| Въздушен комодор (Air Commodore (Air Cdre)) (командва авиогрупа) | Комодор (Commodore (Cdre)) | Бригаден генерал (Бригадир) (Brigadier (Brig))                                                                                           |
| Старши офицерски звания | | |
| Групов капитан (Group Captain (Gp Capt)) (днес командва авиостанция) | Капитан (Капитан I ранг) (Captain (Cap)) | Полковник (Colonel (Col)) |
| Крилен командир (Wing Commander (Wg Cdr)) (командва авиоескадрила) | Командир (Капитан II ранг) (Commander (Cdr)) | Подполковник (Lieutenant-Colonel (Lt-Col))                                                                                               |
| Ескадрилен лидер (Squadron Leader (Sqn Ldr)) (днес командва авиозвено) | Командир-лейтенант (Капитан III ранг) (Lieutenant-Commander (Lt Cdr))                                                                                               | Майор (Major (Maj)) |
| Младши офицерски звания | | |
| Звенен лейтенант (Flight Lieutenant (Flt Lt)) (останало от времето, когато лейтенант е командвал авиозвено, днес е командир на екипаж)                                                   | Лейтенант (Lieutenant (Lt)) | Капитан (Captain (Capt)) |
| Летателен офицер (Flying Officer (Fg Off)) | Младши лейтенант (Second Lieutenant (SLt)) | Лейтенант (Lieutenant (Lt)) |
| Действащ офицер-пилот/ Офицер-пилот (Acting Pilot Officer (APO))/ (Pilot Officer (Plt Off))                                                                                              | Мичман (Midshipman (Mid)) | Младши лейтенант (Second Lieutenant (2Lt))                                                                                               |
| Офицерски кадет (Officer Cadet (Off Cdt)) | Офицерски кадет (Officer Cadet (OCdt)) | Офицерски кандидат (Officer Cadet (OCdt))                                                                                                |

### Други чинове
Новобранците се зачисляват в новобранска тренировъчна ескадрила в RAF Halton за базови тренировки с изключение на новобранците за Полка на Кралските ВВС, който тренира своите новобранци в RAF Honington, защото пехотния му профил изисква подготовка с насоченост, нехарактерна за Кралските ВВС като цяло.
Наименованията и отличителните знаци на военните чинове в RAF се различават от военните чинове в сухопътните войски, каквато е практиката в повечето военновъздушни сили в световен мащаб. С годините структурата е придобивала значителни промени, например се е въвеждала разделена система за техническите длъжности и рангът „Технически шеф“ продължава да бъде държан от техническите среди на RAF. Другите рангове попадат в четири категории – офицерски кандидат, старши недипломиран офицер, младши недипломиран офицер и т.нар. airmen (летци).

### Родове войски и длъжности
- Всички авиатори и навигатори в RAF са офицери
- Подофицери заемат длъжности като членове на екипажа на военен самолет, свързочници, радиолокационни оператори и др.

По-голяма част от членовете на RAF служат на жизненоважни постове на земята:
- Офицерите и военнослужещите на Полка на Кралските ВВС, създаден през Втората световна война, защитават летищата от атаки. Те имат пехота и леки бронирани сили, за да защитават срещу земна атака и докато те до неотдавна контролираха ЗРК Rapier, през 2005 тази роля е дадена на Кралската артилерия против желанието на RAF.
- Полиция на Кралските ВВС. Подразделенията ѝ са дислоцирани в различните обекти на Кралските ВВС. За разлика от Гражданската полиция, RAF Полицията е в пълно въоръжение. От 2003 RAF Полицията спира и претърсва, арестува и преследва сили и от RAF станциите.
- Офицерите разузнавачи и аналитиците на RAF. Разузнаването подкрепя всички операционни дейности чрез своевременно осигуряване на точни индикатори и предупреждения. Те ръководят коалицията на Военното разузнаване чрез комуникационен анализ и оценка на противниковите способности
- Инженерните офицери и техниците са назначени, за да поддържат и поправят RAF оборудването. Това включва рутинната подготовка на самолета за полет и поддръжка, също така по-задълбочена работа за поправка на самолетни системи, IT системи, радари, MT превозни средства и оборудване на земята
- Бойните контрольори (Fighter Controller) и авиодиспечерите (Air Traffic Controller) насочват самолетите и вертолетите от земята. FC контролират операциите по прехвата на вражески самолети, докато ATC са внедрени в ескадрилите за въздушни операции на RAF станции.
- Административните офицери и асоциираните длъжности се занимават с подготовката на персонала, физическата годност, инфраструктурен мениджмънт, счетоводство, интендантство, дисциплина, личен състав и набор на новобранци.
- RAF Свещениците са обучавани в Свещеническия център на Въоръжените сили в Amport House
- Медицинският клон на RAF осигурява здравеопазването в нормални условия, а и по време на операции, включително авиомедицинската евакуация на персонал и цивилни лица. Медицинските офицери са лекарите в RAF и те имат специална експертиза в авиационната медицина да поддържат екипажите. Медицинските могат да участват във въздушни евакуации, осигурявайки жизнена помощ по време на спасителни мисии или подпомагане по време на всякакви полети.
- RAF Законов отдел предоставя правна експертиза по отношение на дисциплината, криминалните и оперативните закони.

## Самолети и хеликоптери
Номенклатурният код за обозначаване на летателните апарати на Британските въоръжени сили е в сила за летателните апарати на Кралските ВВС, Кралските ВМС и Британската армия. Той обозначава ролята на модела. Например при Tornado F.3 обозначението 'F' (fighter) е за изтребител, а цифрата '3' означава, че това е третата основна модификация на летателния апарат. Преди нея има Tornado F.1, които са предсерийни самолети за изпитания и Tornado F.2, които са базовата серийно произвеждана модификация. По-късно след като тези самолети преминават през модернизация обозначението им се променя от F.2 на F.3.
По същата система ударният вариант на Tornado се обозначава GR, което обозначение идва от G (Ground attack) и R (Reconnaissance), тоест самолетът може да осъществява както удари по наземни цели, така и тактическо разузнаване. Съответно базовата модификация на ударния вариант е GR.1, а по-усъвършенстваните модели получават обозначения GR.2, GR.3 и GR.4 когато има съществени изменения в характеристиките на летателния апарат е възможно добавянето на буква в означението след номерацията. Например Tornado GR.4 е настоящата модификация на самолета, приета на въоръжение. Основното ѝ предназначение е нанасяне на удари по земни цели, но освен това някои от самолетите имат възможност да използват специализирани подтелни контейнери за въздушно разузнаване. За да бъдат различени те от останалите самолети, които нямат тази възможност им се присвоява означението Tornado GR.4A.
Също така обозначението Typhoon FGR.4 показва, че това е четвъртата основна модификация на Eurofighter Typhoon, приета на въоръжение в Кралските ВВС (след T.1, F.2 и F.3), a FGR свидетелства, че това е многоцелеви вариант, способен да действа като изтребител, ударен и разузнавателен самолет.
Невинаги буквите обозначават едни и същи функции. Например обозначението Sea King HAR.3 означава вертолет за въздушно спасяване (Helicopter Air Rescue), обозначението Lynx AH.9 означава ударен вертолет (Attack Helicopter), обозначението Sea Lynx HAS.3 означава противолодъчен вертолет (Helicopter Anti-Submarine), a обозначението Sea King ASAC.7 означава въздушно наблюдение и контрол (Air Surveillance and Air Control).

### Изтребители, ударни и самолети за непосредствена авиоподдръжка
Основен самолет за ударни задачи и авиационна поддръжка на наземните подразделения е Panavia Tornado GR4. Този свръхзвуков самолет може да носи голям и разнообразен боен товар, включително крилата ракета Storm Shadow („Буреносна сянка“), лазерно-управляеми авиобомби и противорадарна ракета ALARM.
До снемането му от въоръжение самолетът щурмовик с възможности за вертикално излитане и кацане BAE Harrier II GR7/GR7A е основно средство за непосредствена поддръжка на сухопътните войски. Задачите му включват атака по наземни цели и изолиране на района на бойните действия. „Harrier“ е модернизиран до стандарт GR9/GR9A с по-нови радиоелектронни системи и по-мощни двигатели. Тази модификация е официално приета на въоръжение в Кралските ВВС в края на септември 2006 г.
Очаква се постъпването на въоръжение на самолетите F-35B Lightninig III, които да заменят Tornado GR.4/4A.

### Противовъздушна отбрана
Многоцелевите изтребители Typhoon FGR.4 са основното средство на Кралските военновъздушни сили, осигуряващо противовъздушната отбрана на Обединеното кралство, базирани в RAF Lossiemouth и RAF Coningsby, както и на няколко летища за предно разполагане. Самолетите Eurofighter заменят тежките изтребител-прехващачи Tornado F.3. При изпълнение на задачите си екипажите на Typhoon са подпомагани от самолетите за далечно радиолокационно откриване и управление Sentry AEW.1, което е британското означение на популярните американски E-3A AWACS, наземно разположените радиолокационни станции на ВВС и цивилното ръководство на въздушното движение, както и бойни контрольори.

### Въздушно разузнаване
Самолетите RAF Tornado GR4A са основното средство за тактическо разузнаване в бойни условия. Пригодени са за използване на подтелния разузнавателен контейнер RAPTOR (Reconnaissance Airborne Pod TORnado).
До скоро радиоелектронното разузнаване се осигуряваше от самолети Hawker-Siddeley Nimrod R1. Със снемането от въоръжение на самолетите Nimrod, Кралските ВВС закупиха втора ръка от ВВС на САЩ три самолета RC-135W Rivet Joint, които да постъпят на въоръжение в 51-ва Ескадрила.
Петте самолета Raytheon Sentinel R.1, оборудвани с радари със синтезирана апертура „ASTOR“ са високоефективни платформи за радиолокационно наблюдение на наземната обстановка. 5-а Ескадрила оперира с пет машини от този тип.
Подобна роля изпълняват и осемте Beechcraft Shadow R.1 на 14-а Ескадрила. Макар да не разполагат с радари със синтезирана апертура, както ASTOR, те разчитат основно на оптико-електронните си системи за събиране на информация. С подобни възможности са и трите Britten-Norman Islander CC.2 на Базовото авиозвено на RAF Northolt.
Десет General Atomics MQ-9 Reaper са бойните безпилотни летателни апарати, закупени за да поддържат основните бойни сили в Ирак и Афганистан. След като 39-а Ескадрила на Кралските ВВС е формирана в американската авиобаза Creech AFB, Аризона, за да вземе участие в операциите в Ирак и Афганистан като съставна част от 432-ро Въздушно експедиционно крило на ВВС на САЩ, през 2013 г., ескадрилата е пребазирана в RAF Waddington. На по-късен етап към нея се присъединява и 13-а Ескадрила и двете оперират заедно с флота от десет безпилотни самолета Reaper.

### Търсене и спасяване
Ескадрилите от хеликоптери имат съществена и основна роля във военното издирване или в спасяването на екипаж, който е капитулирал своя самолет или е катастрофирал с него. Това са 22-ра и 202-ра ескадрили, опериращи с вертолети Westland Sea King HAR.3/HAR3A в Обединеното Кралство и 84-та ескадрила от Griffin HAR2 в Кипър.
Основната им роля е да осъществява търсене и спасяване в мирно време на цивилни по море, в планината и в други труднодостъпни райони. С подобни функции са и две авиационни подразделения от Флотската авиация на Кралските ВМС, както и хеликоптери от Бреговата Охрана на Нейно Величество.
Спасителните служби на RAF в планините се състоят от четири отряда тренирани планинари, формирани през 1943.
След като правителството на Обединеното кралство взема решение операциите по търсене и спасяване да бъдат приватизирани компанията Bristow Helicopters печели обществената поръчка за извършване на тази дейност и вертолетите Sea King на Кралските ВВС са снети от въоръжение, а вертолетните ескадрили, оперирали с тях са разформировани. Същото се случва и с вертолетите Sea King на Флотската авиация (Fleet Air Arm) и формированията, извършвали тази дейност. Тъй като операциите по цивилно търсене и спасяване и бойно търсене и спасяване (БТС, на английски Combat Search and Rescue – CSAR) са доста различни като специфика и изисквания за летателната техника и персонала, а единственото цивилното търсене и спасяване може да бъде отдадено на цивилна фирма подизпълнител, то БТС остава в задълженията на въоръжените сили. Тези задачи са възложени на Съвместното авиокрило за специални операции (Joint Special Operations Air Wing), включващо самолети и вертолети от Британската армия и Кралските военновъздушни сили, както и на Вертолетния отряд командос (Commando Helicopter Force), който е подразделение на Флотската авиация (Fleet Air Arm), подчинено на Съвместното вертолетно командване (Joint Helicopter Command) и натоварено основно с авиационната поддръжка на 3-та Бригада командос.
В състава на Кралските ВВС остават единствено спасителна ескадрила, базирана в Кипър, като се очаква и нейните функции да бъдат отдадени на цивилен подизпълнител.
Любопитна подробност е, че принц Уилям, херцог на Кеймбридж, служи като командир на спасителен вертолет от 22-ра ескадрила, станция RAF Valley. След приватизирането на дейностите по търсене и спасяване на Кралските ВВС и разформироването на спасителните вертолетни ескадрили на Кралските ВВС той постъпва на работа като пилот на медицински вертолет в Службата за авиомедицинска евакуация на Източна Англия (East Anglian Air Ambulance), базирана на летище Кеймбридж.

### Морско патрулиране
Дълги години тази роля се изпълнява от самолетите Nimrod MR.2 на Кралските ВВС. Тяхна основна задача е патрулирането на широки пространства на Северния Атлантик в издирване на съветски подводници, надводни кораби и ретранслирането на комуникациите със стратегическите атомни подводници ракетоносци на Кралските ВМС. Ограничено са използвани и в спасителни операции, при които оглавяват издирването на кораби, търпящи бедствие, а при контакт пускат във водата надуваеми спасителни плотове, които да приютят бедстващите до пристигането на спасителни кораби и вертолети. С напредването на възрастта на самолетите Nimrod MR.2 е взето решение за модернизирането им до стандарт MRA.4, но разходите по разработката му се оказват изключително високи, което предизвиква политически скандал и програмата е прекратена, а самолетите в RAF Kinloss са снети от въоръжение без заместник през 2011 г. След този ход са разглеждани различни варианти за компенсиране на загубата на тези значителни способности, но без реално да е взето решение за закупуването на нови морски патрулни самолети. В крайна сметка тяхната липса е отчетена като голям негатив за отбраната на Обединеното кралство и Стратегическия преглед на отбраната и сигурността на кралството от 2015 г. (Strategic Defence and Security Review 2015) предвижда закупуването на девет самолета Boeing P-8 Poseidon, които да бъдат базирани в RAF Lossiemouth.

### Вертолети за тактическа поддръжка
За разлика от много страни, в които тактическите транспортни вертолети, поддържащи сухопътните войски влизат организационно в състава на същите сухопътни войски (Италия, Испания, Австралия са само няколко примера), във Великобритания тази роля се изпълнява от Кралските военновъздушни сили. За армейската авиация на британската армия остават функциите по използване на ударни вертолети, разузнаване, коригиране на артилерийския огън и свръзка. Това разпределение на задачите създава сериозни проблеми при взаимодействието между ВВС и СВ и за да бъде решен проблемът Британските въоръжени сили формират Обединено вертолетно командване, което е в състава на Британската армия, но също така включва и вертолетни подразделения на Кралските ВВС и Флотската авиация на Кралските ВМС.
Средният транспортен вертолет Chinook, конструиран по съосна схема е особено ценен от британските въоръжени сили и неговата полза се доказва с поръчката на нови 14 бройки от последната модификация, приета на въоръжение в американската армия под означението CH-47F. Две ескадрили в RAF Odiham и една в RAF Benson влизат в състава на Обединеното вертолетно командване, а една ескадрила в RAF Odiham влиза в състава на Обединеното авиокрило на специалните сили.
Старият френски вертолет Puma първоначално е предвиден да бъде заменен от британско-италианския Merlin. Напредналата възраст на вертолетите Westland Commando (транспортно-десантен вариант на Westland Sea King) обаче правят тяхната замяна по-наложителна. В резултат на това решение, вертолетите на Merlin на Кралските ВВС са предадени на вертолетния отряд Командо на флотската авиация на Кралските ВМС, който също влиза в състава на Обединеното вертолетно командване. 24 бройки от остарелите Puma HC.1 са модернизирани до стандарт HC.2 и се планира да останат на въоръжение до 2024 г. Формират две строеви вертолетни ескадрили в RAF Benson, а още една резервна авиоескадрила също в RAF Benson е учебната авиочаст за подготовка на пилоти за Chinook и Puma и оперира с двата типа вертолети.

### Самолети за въздушен транспорт и дозареждане с гориво във въздуха
Основните самолети за стратегически въздушен транспорт са осем Boeing C-17A Globemaster III, на въоръжение в 99-а Ескадрила в RAF Brize Norton. Основното им предназначение е транспортирането на тежка техника и въоръжение за участие в операции на Британските въоръжени сили по цялото земно кълбо.
За презареждане с гориво във въздуха се използват новопостъпилите на въоръжение самолети Voyager KC.2 и KC.3. С тях оперират ескадрилите 10-а и 101-ва в RAF Brize Norton. Това са самолети от модификацията Airbus A330MRTT (Multi-Role, Tanker Transport). Кралските ВВС имат сключен договор с частната компания „Air Tanker Ltd.“, която притежава самолетите и ги отдава за ползване на Кралските ВВС. По силата на договора във всеки един момент Кралските ВВС трябва да разполагат с девет самолета, а други пет ще са в оперативен резерв на разположение на компанията, готови да попълнят липса във флота, в случай че някой от самолетите излезе в ремонт. През останалото време резервните самолети могат да бъдат наемани от други военновъздушни сили или частни авиопревозвачи. Докато тези самолети биха могли да допълнят C-17A в превоза на персонал на големи дистанции, те не отговарят напълно на критериите за стратегически транспортни самолети, защото в тази характеристика влиза възможността за операции от грунтови полоси. С тези самолети оперират 10-а и 101-ва ескадрили в RAF Brize Norton.
Заемащ място между стратегическия транспортен C-17A и тактическия Hercules е новият тактически транспортен самолет Airbus A400M Atlas. Очаква се на въоръжение да постъпят 22 самолета, като с първите от тях е формирана 70-а ескадрила в RAF Brize Norton.
Дълги години Кралските ВВС са традиционен оператор на Lockheed C-130 Hercules. Обединеното кралство закупува от САЩ 66 самолета, произведени по изискванията на Кралските ВВС. Тази модификация получава означението C-130K (К от 'kingdom' – кралство), а в Кралските ВВС са означение като Hercules C.1. По-късно 30 от тях са преработени в удължената модификация Hercules C.3, 6 от останалите са преоборудвани в самолети-цистерни за дозареждане с гориво във въздуха Hercules C.1P, а единичен екземпляр е модифициран за метеорологични наблюдения Hercules W.2. Тази тенденция продължава, като към старите C-130K и C-130K-30 са присъединени нови 25 самолета Super Hercules – 10 от базовия вариант Hercules C.5 (C-130J) и 15 от удължената модификация Hercules C.4 (C-130J-30). Новите самолети постъпват на въоръжение в 24-та и 30-а ескадрили в RAF Brize Norton, а последните Херкулеси от по-старите версии съставят 47-а ескадрила в същата авиобаза и плановете за тях са да бъдат използвани за поддръжка на силите за специални операции и за дозареждане с гориво във въздуха.
32-ра ескадрила е формированието на Кралските ВВС, натоварено с извършването на VIP транспорт. Официално наименованието на ескадрилата е „кралска“, но въздушният превоз на кралицата и членовете на семейството ѝ не влиза в прерогативите ѝ. Кралският двор предпочита да наема в случай на необходимост летателни апарати на частни компании, поради високите експлоатационни разходи на Кралската ескадрила, които дворът трябва да възстанови на Кралските ВВС, в случай че ползва услугите на ескадрилата. Министър-председателят на свой ред предпочита да наема авиолайнери на големите авиокомпании за чуждестранните си визити, макар с новите Airbus Voyager на 10-а и 101-ва ескадрили да се очаква тези задачи отново да бъдат поети от Кралските ВВС. Така за основни задачи на 32-ра „кралска“ ескадрила остават предимно VIP превоза на висши офицери от Британските въоръжени сили и на военнослужещи, включително и авиомедицинската евакуация при нужда. Ескадрилата разполага с два British Aerospace 146 – 100 CC.3 и два 146 – 200 C.3, както и единичен AgustaWestland AW109E Power. Разположена е в RAF Northolt в западен Лондон.
Поне официално транспортните самолети на Кралските ВВС се допълват от трите Britten-Norman Islander CC.2А/B на Базовото авиозвено Нортхолт (Northolt Station Flight), които според официалните заявления на ВВС се използват за картографиране, но в действителност са оборудвани с високотехнологична апаратура за прехват на мобилни комуникации, в подкрепа на силите за сигурност, контраразузнаване и борба с тероризма.

### Авиационна подготовка
Авиационната подготовка на летателния персонал на Британските въоръжени сили се извършва по единната Система за летателна подготовка на Обединеното кралство (UK Military Flying Training System – UKMFTS).
Подготовката на летателен персонал се разделя на три етапа: начален, основен и оперативен. Преди началната подготовка кандидатът преминава през така наречените „мотивационни полети“ в едно от мотивационните авиозвена (Air Experience Flights – AEF) на Кралските ВВС, при които да усети тръпката и отговорността от пилотирането на летателен апарат, а инструкторът да оцени дали кандидатът притежава нужните качества, които го превръщат в перспективен кадър за военната авиация. Голяма част от кандидатите идват от Доброволните безмоторни ескадрили, които подготвят юноши в безмоторно летене на планери. И двете структури (12-те мотивационни авиозвена и 28-те безмоторни ескадрили) са част от Въздушния тренировъчен корпус (Air Training Corps – АТC), който е спомагателна организация на Кралските ВВС под контрола на Министерството на отбраната на обединеното кралство. Част от офицерите на ВВС завършват висше образование в граждански висши учебни заведения и по време на обучението са подготвяни паралелно в 15 Университетски авиационни ескадрили, като след дипломиране им се присвоява първо офицерско звание и решават дали да продължат обучението си в редовния състав на Кралските ВВС или да бъдат зачислени в Доброволния резерв. 15-те университетски ескадрили, техните инструктори, обучаваните кадети, както и произведените в офицерско звание след завършване, формират Доброволния резерв на Кралските военновъздушни сили (RAF Volunteer Reserve – RAFVR). Организационно-мотивационните авиозвена са включени в състава на университетските ескадрили. Тези формирования летят на немски леки витлови самолети Grob G 115, обозначени в Кралските ВВС като Tutor T.1.
След мотивационните полети, курсантите от ВВС започват своето начално летателно обучение в 3-то Училище за летателна подготовка (No. 3 Flying Training School RAF), част от което е 16-а (Резервна) Ескадрила, базирана в RAF Wittering. Курсът на обучение включва 60 летателни часа, след което на базата на постигнатия от курсантите прогрес, те биват разпределени в различни потоци за основно обучение за пилоти на изтребители, транспортни самолети или вертолети. Курсантите от ВМС и СВ също започват своето начално летателно обучение във ВВС, тъй като базираните в RAF Barkston Heath 674-та Ескадрила на Армейския авиационен корпус (674 Squadron AAC) и 703-та Военноморска авиоескадрила (703 Naval Air Squadron) са организационно подчинени на 3-то Училище за летателна подготовка, подразделение на Кралските ВВС. Курсът на обучение на армейските и флотските пилоти включва 55 летателни часа, след което всички армейски курсанти и флотските, разпределени за вертолети, продължават основното си обучение в общото Отбранително вертолетно летателно училище (Defence Helicopter Flying School – DHFS).
Разпределените за пилоти изтребители курсанти (Fast Jet Candidate) постъпват в 72-ра (Резервна) Ескадрила на 1-во Училище за летателна подготовка (No. 1 Flying Training School RAF) в станция RAF Linton-on-Ouse, където преминават Основен реактивен учебен курс (Basic Fast Jet Training), включващ 40 седмици и 124 летателни часа на турбовитловите самолети Shorts Tucano T.1. След завършването му обучението им продължава в 4-то Училище за летателна подготовка (No. 4 Flying Training School RAF) в RAF Valley. Първоначално курсантите постъпват в 208-а (Резервна) Ескадрила за напреднал реактивен учебен курс (Advanced Jet Training), включващ 36 седмици и 120 летателни часа, през които те биват обучени в основните тактики за самолетоводене при бойни действия. Курсът се провежда на реактивни учебно-тренировъчни самолети Hawk T.1. След него преминават в 4 (Резервна) Ескадрила за напреднал реактивен учебен курс (Tactical Weapons Training), включващ 16 седмици, през които курсантите са обучавани да използват бордната апаратура на самолета и различните видове въоръжение.
Разпределените за пилоти на транспортни и наблюдателни самолети курсанти (Multi Engine Candidate) отиват в RAF Cranwell, където преминават през петседмичен теоретичен въвеждащ курс за пилотиране на многодвигателни самолети (Multi-Engine Lead In – MELIN) на модификация на еднодвигателния Tutor T.1 снабдена с бордни прибори, наподобяващи кабините на многодвигателните самолети, след което продължават в 45-а (Резервна) Ескадрила на 1-во Училище за летателна подготовка (No. 1 Flying Training School RAF). В нея преминават Напреднал многодвигателен учебен курс (Multi Engine Advanced Flying Training – MEAFT) с продължителност 26 седмици на самолети Beechcraft King Air B200 GT. Освен на пилоти, ескадрилата провежда обучение и на други членове на екипажите.
Разпределените за пилоти на вертолети курсанти от трите вида въоръжени сили (Rotary-Wing Candidate) постъпват в Отбранителното вертолетно летателно училище (Defence Helicopter Flying School – DHFS) включва 660-а Ескадрила на Армейския авиационен корпус (660 Squadron AAC) и 705-а Военноморска авиоескадрила (705 Naval Air Squadron), провеждащи основна вертолетна летателна подготовка на Eurocopter AS.350, означен във Великобритания като Squirrel HT.1, както и 60-а (Резервна) Ескадрила на Кралските ВВС, осъществяваща напреднала вертолетна летателна подготовка на Bell 412HP, означени във Великобритания като Griffin HT.1. Освен това 60-а Ескадрила провежда обучението и на бордни техници и членове на екипажа. Освен тези три ескадрили, на училището е подчинена и Тренировъчна част за търсене и спасяване на Кралските ВВС, базирана в RAF Valley, осъществяваща специализираната подготовка за търсене и спасяване с вертолети AgustaWestland AW139 и Griffin HT.1.
Завършилите основния курс на подготовка курсанти продължават своето обучение в заключителния оперативен етап на подготовката си, който преминава в учебно-бойни ескадрили, въоръжени с типове летателни машини, реално участващи във военни операции. Тези ескадрили са наричани Части за оперативно приучване (Operational Conversion Unit – OCU) и са базирани заедно със строеви ескадрили, летящи на същия тип авиационна техника. Това са:
Typhoon – 29-а (Резервна) ескадрила в RAF Coningsby
Tornado – 15-а (Резервна) ескадрила в RAF Lossiemouth
Puma и Chinook – 28-а (Резервна) ескадрила в RAF Benson
Hercules – Учебно авиозвено на 24-та ескадрила в RAF Brize Norton
Atlas – Учебно авиозвено на 70-а ескадрила в RAF Brize Norton
Globemaster – Учебно авиозвено на 99-а ескадрила в RAF Brize Norton
Sentry, Sentinel и Shadow – 54-та (Резервна) ескадрила в RAF Waddington

### Летателни средства на бъдещето
RAF са високотехнологични военновъздушни сили в период на интензивно технологично обновяване.
В изтребителния, ударния и тактически разузнавателен компонент основните планове са свързани с изпълнението на поръчката за доставка на изтребителите Eurofighter Typhoon и предстоящото приемане на въоръжение на перспективния многоцелеви изтребител-бомбардировач със съкратено (вертикално) излитане/ кацане F-35B Lightning III. Първата строева ескадрила, въоръжена с новия тип самолет, който трябва да замени Panavia Tornado, е 617-а Ескадрила в RAF Marham.
Първите поръчани Еърбъс А400М вече са на въоръжение в 70-а Ескадрила в RAF Brize Norton, като общата поръчка възлиза на 22 бройки. Самолетите трябва да заменят Hercules C.1/3 на Кралските ВВС.
В сектора на морското патрулиране и специалното въздушно разузнаване най-съществената промяна е поръчката на 9 самолета Boeing P-8 Poseidon, които ще бъдат базирани в RAF Lossiemouth. Очаква се освен основните им функции по морско патрулиране и взаимодействие с Кралските ВМС, те да поемат и функциите на трите Air Seeker RC-135W и петте Sentinel R.1.
Във вертолетния флот модернизацията на старите и поръчката на нови средни транспортни вертолети Boeing Chinook ще остави типа на въоръжение в Кралските ВВС до 2040 г., а модернизацията на 24 вертолета Westland Puma до стандарт НС.2 измества годината на тяхното извеждане от експлоатация към 2025 г., преди която трябва да бъде избран техен заместник.
Учебният авиопарк на Кралските ВВС предстои да бъде обновен изцяло. За начално обучение турбовитловият Grob G 120TP ще замени буталния Grob 115G Tutor T.1, за основно обучение на пилоти изтребители Beechcraft T-6 Texan II ще замени използваните Shorts Tucano T.1, за напреднало обучение на пилоти изтребители British Aerospace Hawk T.2 ще замени изцяло по-старата модификация T.1/A, a за обучението на пилоти за транспортната авиация и ескадрилите за наблюдение турбовитловите Beechcraft King Air ще бъдат заменени с леките реактивни Embraer Phenom 100.
В областта на безпилотните летателни апарати британското правителство планира да поръча 20 реактивни бойни безпилотни летателни апарата, които да заменят десетте турбовитлови Reaper. Те ще бъдат БЛА от клас MALE, което означава, че ще са оптимизирани за полети на средни височини с голяма продължителност (medium-altitude long-endurance). На по-късен етап се предвижда и придобиването на безпилотен боен летателен апарат с високи характеристики, означен като Strategic Unmanned Air Vehicles (Experiment) Integrated Project Team или SUAV(E) IPT. Преди това британското правителство планира да придобие и стратегически разузнавателен БЛА, летящ на големи височини и с голяма продължителност. Предполага се, че това ще бъде британският QinetiQ Zephyr.

## Участия на RAF в мисии
| Страна              | Дати        | Мисия                                       | Детайли |
| ------------------- | ----------- | ------------------------------------------- | --- |
| Индонезия           | 2005        | Помощи и транспорт                          | RAF транспортира до Югоизточна Азия хуманитарна помощ за местното население след земетресението от 2004 г. |
| Литва               | 2004        | Въздушната полиция в Балтика                | 4 Tornado F3 на тримесечна ротация в съвместната мисия на НАТО за осигуряване на противовъздушна отбрана и еър полисинг на трите балтийски страни членки на организацията – Baltic Air Policing |
| Афганистан          | 2001 – 2014 | Operation Veritas Operation Herrick         | Кодовото название на участието на Британските въоръжени сили в операциите в Афганистан. Няколко вертолета Chinook осигуряват въздушно-транспортна поддръжка на коалиционните сили. По-късно се включват и вертолети Merlin. От края на 2004 г. до средата на 2009 г. шест Harrier GR.9 осигуряват тактическа авиационна поддръжка и тактическо въздушно разузнаване, след което са заменени от Tornado GR.4/A. Operation Herrick приключва официално на 26 октомври 2014 г. |
| Босна               | 1995 – 2007 | Изтребители и вертолети                     | Кралските ВВС съвместно с ВВС от други страни от НАТО патрулират забранените за полети зони над бивша Югославия, както и осигуряват въздушно-транспортна поддръжка на наземните контингенти. |
| Близък Изток        | 1990–       | Различни                                    | RAF изтребители, разположени в Саудитска Арабия и Кувейт преди, по време на и след Войната в Залива, за да подсилват т.нар. „ноу-флай“ зони – зони, забранени за летене над Ирак. След Войната в Ирак (2003) и окупацията на Южен Ирак от Британските сили, RAF се разгръщат в Басра. Хеликоптерната подкрепа се осигурява от Мерлин, Пума и Чинук. |
| Фолкландски острови | 1984–       | RAF Mount Pleasant Порт Стенли              | Авиостанцията е построени след Фолкландската война и на нея са базирани изтребители, транспортни самолети и вертолети. Базата е щаб на британското военно присъствие е южния Атлантически океан. |
| Възнесение (остров) | 1981–       | RAF Ascension Island остров Възнесение      | Авиостанцията е разположена в британското владение остров Възнесение, разположен стратегически в средата на Атлантическия океан, и е междинна база за операциите на Фолкландските острови. Поради стратегическото ѝ разположение, базата се използва и от сили на USAF. |
| Норвегия            | 1960s–      | Авиобаза на Кралските норвежки ВВС Бардуфос | По линия на съюзните си задължения в НАТО, британските въоръжени сили тренират операции в арктически условия, за подкрепа на Норвегия в случай на външна агресия. |
| Кипър               | 1956–       | RAF Akrotiri Акротири, Кипър                | Авиостанцията е разположена в суверенната британска територия на остров Кипър и е междинна база за операциите в Близкия Изток |
| Канада              | 1940s–      | RAF Unit Goose Bay Гууз Бей Канада          | RAF извършват тренировки заедно с канадските и други военновъздушни сили от страни на НАТО |
| Гибралтар           | 1940s–      | RAF в Гибралтар                             | Няма постоянно стационирани самолети, но Hercules често извършват полети до авиобазата |

## Символи, флагове, емблеми и униформа
Следвайки традицията на другите два вида на Британските въоръжени сили, RAF са си създали символи, които ги представят и сплотяват военнослужещите около традициите им, създавайки специфичен за Кралските ВВС „esprit de corps“.
Флагът на RAF се вее над всяка RAF станция през светлата част на денонощието. Той е одобрен от Джордж V през 1921 г. след дълга и яростна съпротива от страна на Адмиралтейството, което има правото на вето по въпроса за флаговете на всички военни организации и бордове.
Британските самолети в ранните етапи на Първата Световна война използват Националното знаме на Обединеното кралство като знак за национална идентификация, но то лесно може да се сбъркано с мотива на Железния кръст на германците. Ето защо през октомври 1914 е възприета френската идея за три концентрични кръга (кокарда) със запазените цветове на червен кръг, заобиколен от бял пръстен и външен син. Близките размери на кръговете се променят с годините и през Втората Световна война е въведен външен жълт кант. Червеният кръг на самолетите, базирани в Далечния изток през Втората световна война е премахнат, за да се избегне припознаване с японски самолети. От 70-те самолети носят отличителни знаци с ниска забележимост върху камуфлажните си схеми, също с червено и синьо на тъмен камуфлаж или с бледо розово и светло синьо на светли цветове. Повечето некамуфлажни самолети запазват традиционните червено-бели-сини опознавателни знаци.
Латинското мото на RAF – „Per ardua ad astra“, обикновено се превежда на английски: „Through Adversity to the Stars“, а на български „През трудности, към звездите“. Изборът на мотото най-често се приписва на младши офицер на име Джей Си Юл в отговор на молба на командира от бившите Кралски въздушни корпуси – полковник Фредерик Сайкс.
Значката за принадлежност на Кралските военновъздушни сили е съобразена с хералдическите изисквания и е одобрена през 1923 на базата на шивашки дизайн.